# بندیگو اند آدلاید بنک
بندیگو اند آدلاید بنک (انگلیسی: Bendigo and Adelaide Bank) شرکت خدمات مالی و بانکداری استرالیایی است، که در سال ۱۸۵۸ تأسیس شد.